# Kelkheim
Kelkheim (Taunus) är en stad i Main-Taunus-Kreis i Regierungsbezirk Darmstadt i förbundslandet Hessen i Tyskland. 
Staden bildades 1 januari 1977 genom en sammanslagning av staden Kelkheim och de tidigare kommunerna Fischbach och Rossert i den nya staden Kelkheim. Namnet ändrades till Kelkheim (Taunus) 1 januari 1978.